# Língua masbatenha

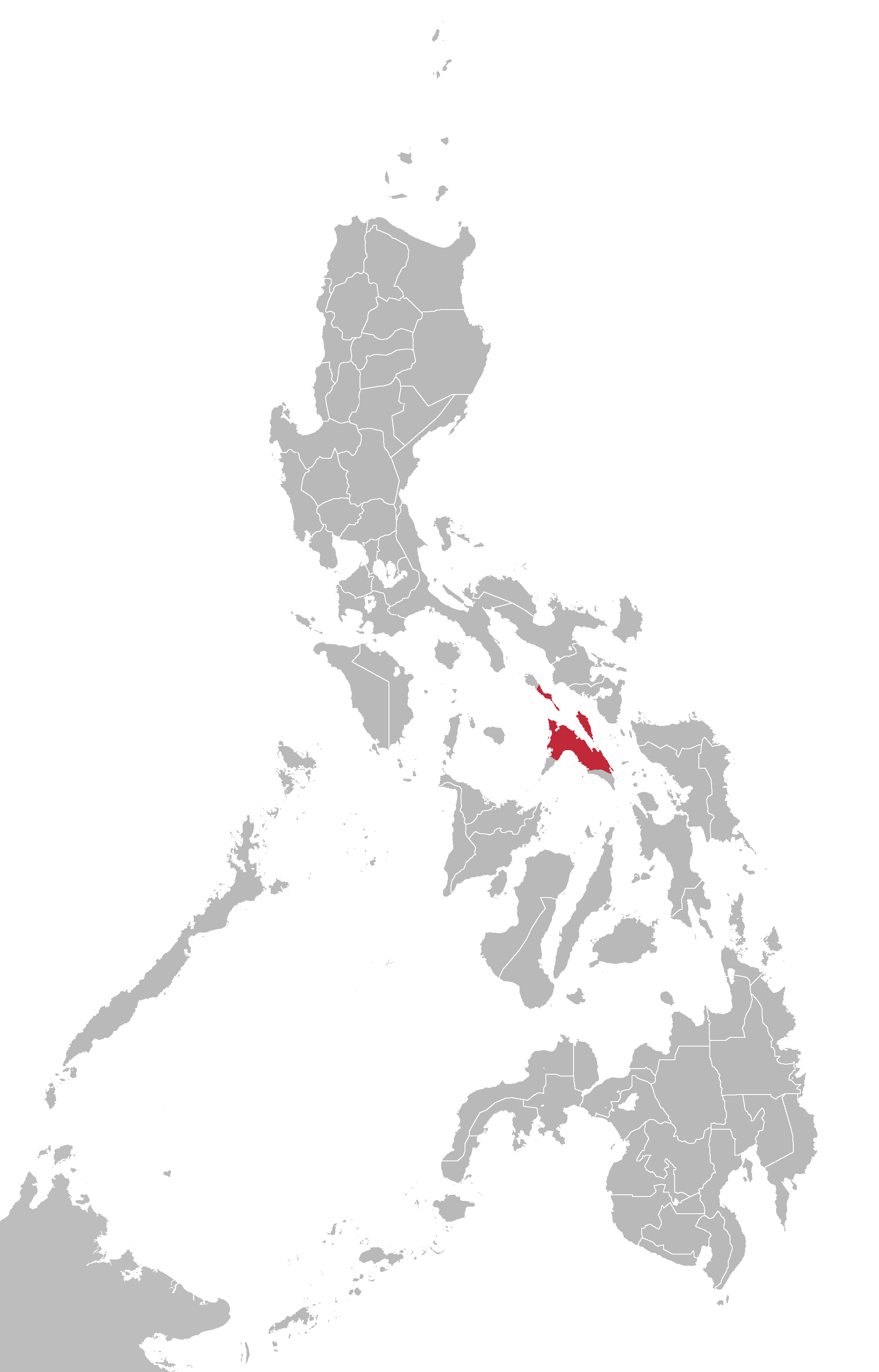
Região onde se fala Masbateño

Masbateño, Masbatenho ou Minasbate é um língua Bikol-Visayana falada por cerca de 600 mil pessoas, principalmente em Masbate, Filipinas. A língua se assemelha à variante Capiznon da língua hiligaynon e da língua waray-waray, ambas faladas nas ilhas Visayas. É considerada uma língua Bisakol, grupo de línguas intermediárias entre as línguas visayanas e a língua bicolana. a influência do língua castelhana é forte no vocabulário  Masbatenho

## Escrita e fonologia
O Masbatenho usa o alfabeto latino com as 5 vogais A, E, I, O, U, porém, a letra E só é usada em palavras de origem estrangeira. O e U são alofones , sendo que U é usada no início de sílabas e por vezes no fim. A letra O só é usada no fim de sílaba. Normalmente, portanto, só existem 3 sons vogais (A, I, O/U)
As consoantes são 15 – P, T, K, B, D, G, M, N, S, H, W, L, R e Y; usa-se também a forma Ng (som ñ do espanhol).

## Literatura

### Sani na Dalan[1]
Amostra: por Sherwin Balbuena
Kun mag-ági ka   Saní na dálan   Warâ na'n balíkan   Saní na dálan   May púnò san mángga   Na punô sin búnga  An úna nag-agi  An puno ginyugyog  akdag pati putot   anduha nag-agi  Kay wara na'n bunga    Dahon an ginpa-pa    Pantulo nag-agi    Kay wara na'n dahon  Panit an ginkaon     Pang-upat nag-agi     Kay wara na'n panit    Gamot an ginkitkit    An ulhi nag-agi   Kay wara na'n gamot   Nagsupa sin lapok

### Outras amostras
An Punò - Ako usad na punò  Sa tungâ san kadlagan  Mga sapát na pino  Ako man an istáran   Maw-ot ko’n maghitaas   Makit-an an Sirangan    Pero habo maglampas   Na an iba duluman   Kahirayo san langit    Mas apiki an dampog    Kun abuton kasakit   Lalo pa kun mahulog   Maw-ot ko man mamunga   San matam-is na hinog   Na matilawan san dila  Kag magtubo an pisog   Ugaling kun matumba   Sa kakusog san hangin   Kaupod ko, batuna    Sa Luyo masaringsing     Ugaling kun magluyos     Sa handong san iba    Kaupod ko, pagbalos   Mamudo sa inda
- Kun mag-ági ka, Saní na dálan, Warâ na'n balíkan
- Saní na dálan, May púnò san mángga, Na punô sin búnga
- An úna nag-agi, An puno ginyugyog, Takdag pati putot